# Daniel Browne
Daniel Browne ist ein irischer Politiker. Er gehörte dem Stadtrat von Dublin (Dublin Corporation) an. Als dessen Mitglied bekleidete er von Juni 1982 bis Juni 1983 das Amt des Oberbürgermeisters der Stadt (Lord Mayor of Dublin).